# Miody z Lasu Świętej Marii
Miody z Lasu Świętej Marii – regionalny produkt pszczelarski, charakterystyczny dla gminy Bierzwnik (powiat choszczeński). 29 lipca 2013 wpisany na polską listę produktów tradycyjnych (zgłaszającym był Janusz Matyjasik).

## Historia
Wytwarzanie lokalnych miodów w Bierzwniku ma ponad 700-letnią tradycję, związaną z tamtejszym opactwem cysterskim. Nazwa jest związana z terytorium opactwa, które zwano, z uwagi na dużą lesistość, Silve Sancte Marie, czyli Las Świętej Marii (w zgermanizowanej formie: Marienwalde). Zgodnie z regułą zakonną cystersi utrzymywali się z pracy własnych rąk, prowadząc gospodarkę rolną, w tym pszczelarstwo. Zakładano liczne pasieki. Po II wojnie światowej tradycje wytwarzania miodu nie zaginęły, ale zostały przejęte przez osoby prywatne. Prawo do wytwarzania miodów pod nazwą z Lasu Świętej Marii mają mieszkańcy Bierzwnika, Pławna i Płoszkowa. Produkuje się miody: wielokwiatowy, gryczany, faceliowy, lipowy, akacjowy, rzepakowy i spadziowy.

## Charakterystyka
Barwa, w zależności od gatunku miodu, jest następująca: 
- gryczany – jasnobrunatna z czerwonym odcieniem, poprzez prawie czarną,
- faceliowy – ciemno-słomkowa,
- lipowy – w stanie płynnym ma barwę od zielonkawo-żółtej do jasno-bursztynowej, a po skrystalizowaniu zmienia zabarwienie do złocisto-żółtego,
- akacjowy – w stanie płynnym barwa zielonkawa, niekiedy bezbarwna,
- spadziowy – od szaro-zielonkawej, poprzez brązową, do prawie czarnej, a po skrystalizowaniu najczęściej przybiera barwę ciemno-brązową,
- wielokwiatowy – od jasnokremowej do herbacianej,
- rzepakowy – od białej po kremową[2].

Konsystencja jest płynna, część z miodów ulega późniejszej krystalizacji. Wczesne miody charakteryzują się delikatniejszym, kwiatowym smakiem i zapachem, a późniejsze mają bardziej smak znacznie bardziej wyrazisty.